# Saint-Cyr (Vienne)
Saint-Cyr – miejscowość i dawna gmina we Francji, w regionie Nowa Akwitania, w departamencie Vienne. W 2013 roku populacja gminy wynosiła 1071 mieszkańców. 
W dniu 1 stycznia 2017 roku z połączenia dwóch ówczesnych gmin – Beaumont oraz Saint-Cyr – utworzono nową gminę Beaumont-Saint-Cyr. Siedzibą gminy została miejscowość Beaumont. 